# محمد مهدي الحكيم
محمد مهدي الحكيم (1935- 1988) عالم شيعي عراقي من مؤسسي حزب الدعوة الإسلامية وهو نجل محسن الحكيم، ولد في مدينة النجف واغتيل في الخرطوم بدولة السودان.

## التحصيل العلمي
انتظم في سلك الحوزة العلمية وهو في العاشرة من عمره.

## نشاطه وجهاده
كان مبدعاً في نشاطه وفعالياته وقد عرف بذلك منذ أيام شبابه، ولحماسه في العمل فقد كانت لديه علاقات وطيدة وعديدة مع العديد من الشخصيات الإسلامية في العراق وخارجه، وكان يهدف إلى تشكيل حركة إسلامية تحضر للثورة ضد نظام صدام حسين.
أرسله والده محسن الحكيم وكيلاً له في بغداد فنشط في مناطق مختلفة من العاصمة وكانت له برامج عديدة في أكثر مناطقها التي تحظى بأهمية خاصة في مجال العمل والنشاط الإسلامي.
ومن الخطوات التي قام بها في تلك الفترة تأسيسه المراكز الدينية من قبل الحسينيات والمساجد لتكون مراكز للتجمعات الإسلامية.

## نشاطه خارج العراق
استطاع محمد مهدي الفرار خارج العراق ووصل إلى باكستان حيث أقام في هذا البلد الإسلامي مدة من الزمن ليسافر إلى دولة الإمارات العربية المتحدة وبالتحديد إلى عاصمتها أبوظبي.
ويمكن الإشارة إلى جملة من نشاطاته هناك بما يلي:
- بناء المساجد والحسينيات وإلقائه المحاضرات الدينية لبثّ روح الوعي الإسلامي.
- تأسيسه دارة للأوقاف الجعفرية وتأسيسه المجلس الشرعي الجعفري كما بذل جهوداً واسعة من أجل تصعيد حالة الجهاد السياسي الإسلامي.

في لندن:
- تشكيل حركة إسلامية وكان الهدف من ورائها حشد القوى العراقية في أوروبا ومواجهة النظام العراقي.
- تأسيس مركز أهل البيت وهو مركز ثقافي وعقائدي.
- دوره الهام في تأسيس منظمة حقوق الإنسان في العراق.
- تأسيس لجنة رعاية المهاجرين العراقية في لندن حيث كانت تقوم بإرسال ممثلين إلى معسكرات المجاهدين العراقيين في الجمهورية الإسلامية في إيران.

## أساتذته
تتلمذ السيد مهدي على أيدي:
1ـ محمد تقي الفقيه
2ـ السيد محمد علي الحكيم
3ـ حسين الحلي
4ـ أبو القاسم الخوئي
5ـ محمد باقر الصدر

## اغتياله
حظيت عملية اغتيال محمد مهدي الحكيم بأهمية، كونه يمثل رقماً مهماً في حسابات الدوائر الدولية والإقليمية، وعنصراً خطراًً في نظر الحكومة العراقية، وسند للمعارضة العراقية عامة، لذا أخذ اغتياله حيزاً كبيراً من الاهتمام، بدأت العملية يوم الجمعة 7/1/1988 عندما استلم مهدي الحكيم دعوة من سعيد محمد رئيس تحرير جريدة العالم لحضور المؤتمر الإسلامي في الخرطوم المنعقد برعاية الجبهة الإسلامية القومية في السودان واستلم هذا الشخص جواز مهدي الحكيم لاستحصال تأشيرة الدخول للسودان، بعدها اكتشف مهدي الحكيم أنه لم يحصل على تأشيرة الدخول لفقدان الجواز من القنصلية السودانية في لندن وعلى إثر ذلك أرسل الحكيم مرافقه عبد الوهاب الحكيم إلى سعيد محمد للاستفسار عن الجواز وهنالك تعرف على شخص يدعى التيجاني، باعتباره مضيف لهما في السودان.
وفي يوم الأربعاء 13/1/1988 وهو اليوم المقرر للسفر راجعا القنصلية وحصلاً على الجوازين لكنهما لم يحملا تأشيرة الدخول، الأمر الذي استنكره مهدي الحكيم، وهذا ما دفع القنصلية إلى إنجاز ذلك ليسافرا إلى السودان، إلا أنهم غادروا يوم الجمعة 15/1/1988 بتأشيرات الدخول الرسمية، ومع ذلك لم يستطيع مهدي الحكيم حضور جلسات المؤتمر لأسباب غير معروفة مما سبّب امتعاضه من هذه التصرفات، وفي اليوم نفسه استقبل مهدي الحكيم في مقر إقامته في فندق الهيلتون، الكابتن النور زروف ومعه محمد يوسف معتذرين عن ما حصل من ملابسات، وقد حذراه من عناصر حزب البعث السوداني بقولهم «هؤلاء مجرمون قتلة وقد يتعرضون لكم» كما استقبل خلال اليوم الثاني أحمد الإمام الذي نقل له رغبة حسن الترابي بلقائه، فلبّى مهدي الحكيم الدعوة في اليوم التالي، حيث زاره وعقد اجتماع موسع بينهما تم خلاله مناقشة بعضاً القضايا التي تهم العالمين العربي والإسلامي، ومنها دور الحركة الإسلامية في العراق وكيفية إقامة حكومة إسلامية، وعرض مهدي الحكيم مبادرة مصالحة بين الترابي والصادق المهدي فرحب بها، واتصل بالصادق المهدي فرحب بها كذلك.
واستمر الاجتماع حتى الساعة الثامنة وعشر دقائق، ليعود مهدي الحكيم ومرافقه إلى الفندق الذي وصلوه بعد ربع ساعة، وبعد عبورهما بوابة الفندق لاحظا في نهاية البهو شخصين يبدو أنهم عراقيين- يظهر إنهما من جهاز المخابرات التابع للسفارة العراقية في الخرطوم- عندما طلبا من موظف الاستعلامات مفاتيح غرفهما، وما هي إلا لحظات حتى وجهه أولئك أطلاقات نارية لتصيب مهدي الحكيم وقتل على إثرهما، وأصيب مرافقه في ساقه، ألا انه حاول الاقتراب من مهدي الحكيم بطريقة التدحرج مشاهدا الجناة متوجهين صوب باب الفندق، ورغم ذلك لم يتم إسعافه لمدة ساعتين، فيما شوهد اثنان من الجناة يغادران الفندق بسيارتين الأولى حمراء مرسيدس والأخرى مرسيدس بيضاء مسجلات برقم دبلوماسي وبعد مرور ساعات على الحدث حضر وزير الداخلية السوداني إلى مكان الحادث، وأكد أن مهدي الحكيم ضيف السودان وسوف تأخذ العدالة مجراها.
في مساء اليوم نفسه كان كبار المسؤولين السودانيين في مطار الخرطوم لاستقبال وزراء الزراعة العرب وهم (الوزراء الخليجيون ووزير الزراعة العراقي) قادمين على متن طائرة عراقية وبينما كانت الطائرة تتجه إلى نقطة التوقف انتبه بعضهم إلى أحد موظفي السفارة العراقية الذي يعمل بصفة الملحق الإعلامي فيها ويدعى (مثنى الحارثي) جاء مسرعاً وأندفع نحو السفير العراقي في الخرطوم (طارق يحيى) وألقى التحية وهو في حالة من التوتر ودار همسا بينهما لبضع ثواني ثم اتجه مثنى الحارثي إلى الطائرة التي أنزلت الوزراء.
وفي طريق الوفد الزائر إلى منطقة أم درمان في العاصمة السودانية الخرطوم، فوجئ الجميع ببعض الحواجز الأمنية وارتباك ملحوظ في أوساط الشرطة التي تطوق مداخل ومخارج فندق الهيلتون، فقد وصلت الأنباء عن عملية اغتيال تمت في بهو الفندق مفادها إفراغ مجهول طلقات مسدس كاتم الصوت في صدر (مهدي الحكيم) وارداه قتيلا وتمكن الجناة من الإفلات.وبعد إجراء التحقيقات الأمنية كشفت ملابسات الحادث، أشارت أصابع الاتهام إلى الموظف في السفارة العراقية (مثنى الحارثي) الذي اعتلى متن الطائرة العراقية بعد دقائق من جريمة الاغتيال حيث استدارت به الطائرة بعد نزول الركاب ليتمكن من الإفلات وقد لعب عنصر الوقت الذي حاكت به المخابرات العراقية العملية دورا هاما في إتمام عملية الاغتيال وإفلات المتهم الرئيسي ليختفي مثنى الحارثي من ساحة الخرطوم.